# فضیلی (دزفول)
فضیلی روستایی از توابع بخش چغامیش شهرستان دزفول در استان خوزستان ایران است.

## مردم
مردم این روستا به لری بختیاری سخن می گویند و بختیاری می باشند.

## جمعیت
این روستا در دهستان چغامیش قرار دارد و بر اساس سرشماری مرکز آمار ایران در سال ۱۳۸۵، جمعیت آن ۸۴۸ نفر (۱۴۷ خانوار) بوده‌است.